# Ashlerche

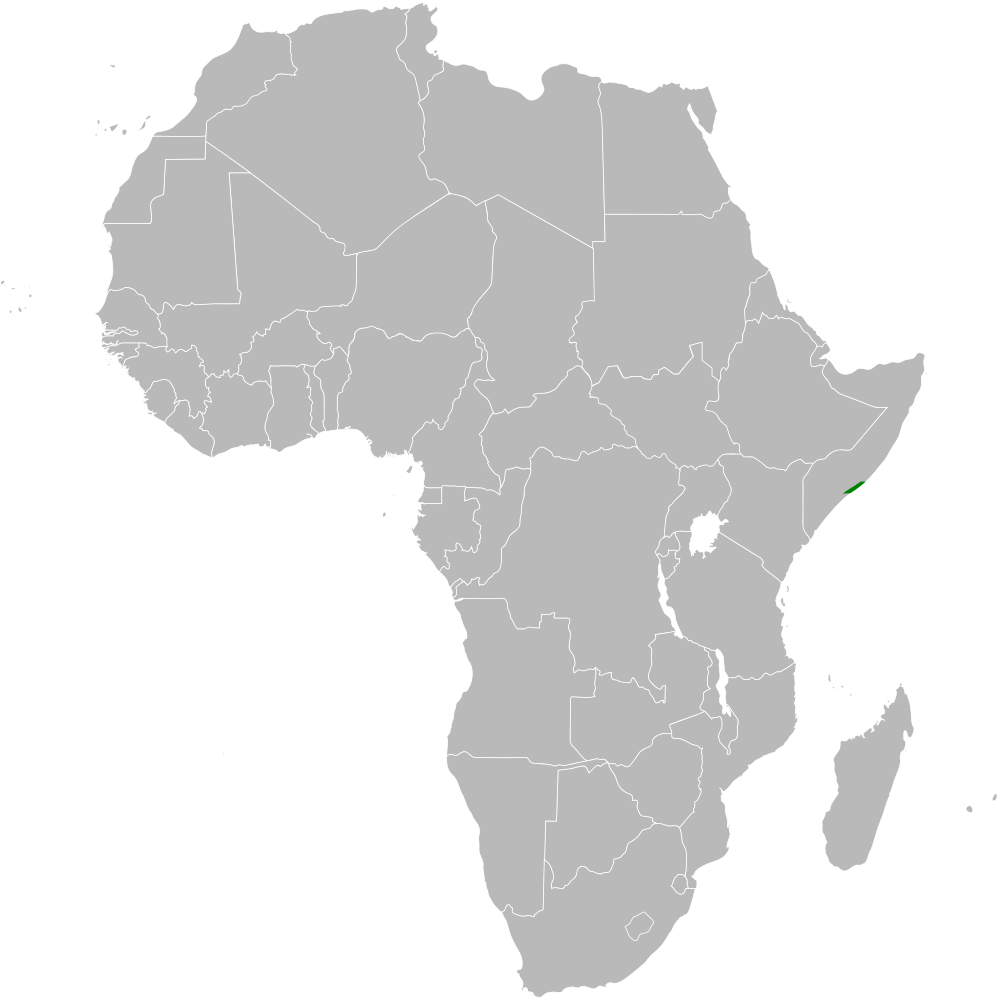
Verbreitungsgebiet der Ashlerche

Die Ashlerche (Mirafra ashi), auch Ash-Lerche geschrieben, ist eine Art aus der Familie der Lerchen. Ihr Verbreitungsgebiet liegt im östlichen Afrika und ist außergewöhnlich klein. Man unterscheidet keine Unterarten.
Die Bestandssituation der Ashlerche wird von der IUCN als stark gefährdet (endangered) eingestuft.

## Merkmale
Die Ashlerche erreicht eine Körperlänge bis 15 Zentimeter, wovon 4,7 bis 5,6 Zentimeter auf den Schwanz entfallen. Sie wiegt zwischen 31 und 41,9 Gramm. Es besteht kein Geschlechtsdimorphismus.
Die Ashlerche hat einen aschbraunen Kopf mit einem nur wenig ausgeprägten Überaugenstreif. Die Scheitelfedern sind etwas verlängert und bilden eine angedeutete Haube. Die Körperoberseite ist gräulich-braun. Die Federn der Oberschwanzdecken sind außerdem hellbraun gesäumt. Die Kehle und die Halsseiten sind weißlich gelbbraun mit feinen grauen Tüpfeln. Die Kehle ist braun gepunktet und gestreift, die gleiche Zeichnung findet sich auf der gelbbraunen Oberbrust. Der Bauch ist weiß. Die Schwingen sind braun bis dunkelbraun mit breiten zimtfarbenen Säumen. Die Steuerfedern sind dunkelbraun, dabei weist das mittlere Steuerfederpaar zimtfarbene Säume auf und die beiden äußeren Steuerfedern sind weiß gesäumt. Der Oberschnabel ist dunkelbraun, der Unterschnabel ist hell bläulichgrau. Die Läufe und Füße sind cremefarben. Die Iris ist braun.

## Verwechslungsmöglichkeiten
Es gibt im Verbreitungsgebiet der Ashlerche mehrere Lerchenarten, mit der sie verwechselt werden kann.
Die Somali-Riesenlerche weist große Ähnlichkeit mit der Ashlerche auf und ist auch ähnlich in den Körperproportionen. Allerdings ist die Somali-Riesenlerche größer und ist auf der Körperoberseite zimtfarben bis rötlich braun. Sie hat außerdem einen auffälligeren Überaugenstreif. Die weißen Säume an den äußersten Steuerfedern sind bei der Somali-Riesenlerche außerdem breiter. Die Kurzhaubenlerche, die mit einer Unterart im Verbreitungsgebiet der Ashlerche vorkommt, hat Steuerfedern, die keinerlei Weißanteil aufweisen.

## Verbreitungsgebiet und Lebensraum
Die Ashlerche kommt nur in einem kleinen Gebiet im Südosten Somalias vor. Dieses liegt 80 Kilometer nördlich von Mogadischu zwischen 2°00 N und 2°30 N. In dieser Region die Ashlerche durchaus häufig. Vermutlich ist die Ashlerche ein Standvogel.

## Lebensweise
Die Lebensweise der Ashlerche ist bislang noch nicht untersucht. Vermutlich ist sie in Nahrung, Gesang und Verhalten ähnlich der Kurzhaubenlerche.

## Dedikationsname
Die Ashlerche wurde erst 1982 erstmals wissenschaftlich beschrieben. Die Belegexemplare waren am 9. und 10. Juli durch John S. Ash nordöstlich von Mogadischu gesammelt worden. Der wissenschaftliche Erstbeschreiber Peter Colston benannte sie nach ihrem Sammler, der sich mit seinen Arbeiten über die Avifauna Somalias beachtliche Verdienste erworben hatte.

## Einzelbelege
1. 1 2  Pätzold: Die Lerchen der Welt. S. 51.
2. 1 2  Mirafra ashi in der Roten Liste gefährdeter Arten der IUCN 2016.1. Eingestellt von: BirdLife International, 2016. Abgerufen am 7. Januar 2017.
3. 1 2  Pätzold: Die Lerchen der Welt. S. 50.